# Nick Fichtinger
Nick Fichtinger (Zeist, 6 april 2004) is een Nederlands voetballer die als middenvelder voor PEC Zwolle speelt.

## Carrière
Fichtinger begon op vierjarige leeftijd met voetballen bij SV Saestum. Begin 2019 werd hij gescout door drie betaald voetbal organisaties en ging hij op proef bij PSV, PEC Zwolle en N.E.C.. Hij maakte vervolgens de overstap van zijn amateurclub SV Saestum naar de jeugdopleiding van PEC Zwolle. In 2023 mocht hij voor het eerst mee op trainingskamp met de hoofdselectie, tijdens de eerste wedstrijd in het nieuwe seizoen zat hij op de bank in de thuiswedstrijd tegen Sparta Rotterdam. In de tweede speelronde tegen FC Twente maakte hij zijn debuut door in de 68e minuut in te vallen voor Thomas Lam.

### Carrièrestatistieken
| Seizoen                    | Club            | Land            | Competitie      | Competitie | Competitie | Beker | Beker | Internationaal | Internationaal | Overig | Overig | Totaal | Totaal |
| Seizoen                    | Club            | Land            | Competitie      | Wed.       | Dlp.       | Wed.  | Dlp.  | Wed.           | Dlp.           | Wed.   | Dlp.   | Wed.   | Dlp.   |
| -------------------------- | --------------- | --------------- | --------------- | ---------- | ---------- | ----- | ----- | -------------- | -------------- | ------ | ------ | ------ | ------ |
| 2023/24                    | PEC Zwolle      | Nederland       | Eredivisie      | 6          | 0          | 0     | 0     | –              | –              | 0      | 0      | 6      | 0      |
| 2024/25                    | PEC Zwolle      | Nederland       | Eredivisie      | 21         | 0          | 1     | 0     | –              | –              | –      | –      | 22     | 0      |
| Carrière totaal            | Carrière totaal | Carrière totaal | Carrière totaal | 27         | 0          | 1     | 0     | 0              | 0              | 0      | 0      | 28     | 0      |
| Bijgewerkt tot 19 mei 2025 |                 |                 |                 |            |            |       |       |                |                |        |        |        |        |